# Osiek Mały (gmina)
Pour les articles homonymes, voir Osiek Mały et Osiek Mały-Kolonia.
Osiek Mały [ˈɔɕek ˈmawɨ] est une commune rurale de la Voïvodie de Grande-Pologne et du powiat de Koło. Elle s'étend sur 87,3 km2 et comptait 6 002 habitants en 2010.
Elle se situe à environ 10 kilomètres au nord de la ville de Koło et à 115 kilomètres à l'est de Poznań, la capitale régionale.